# Maria Lucia Palmitessa
Maria Lucia Palmitessa (Monopoli, 13 de octubre de 1998) es una deportista italiana que compite en tiro, en la modalidad de tiro al plato. Ganó una medalla de plata en el Campeonato Europeo de Tiro al Plato de 2024, en la prueba de foso mixto.

## Palmarés internacional
| Campeonato Europeo | Campeonato Europeo | Campeonato Europeo | Campeonato Europeo |
| Año                | Lugar              | Medalla            | Prueba             |
| ------------------ | ------------------ | ------------------ | ------------------ |
| 2024               | Lonato (Italia)    | Medalla de plata   | Foso mixto         |